# 西岭镇 (常宁市)
西岭镇，是中华人民共和国湖南省衡陽市常宁市下辖的一个乡镇级行政单位。

## 行政区划
西岭镇下辖以下地区：
西岭社区、车荷村、西坪村、溪源村、西冲村、西楼村、中坪村、湾塘村、冲头村、桐江村、石江村、清溪村、清冲村、石山村、五门村、桐排村、新棕村、青竹村、五冲村、六图村、上安村、下塘村、超英村、大排村、大洪村、平安村、桥峰村、小松柏村、下安村、西塘村、黄坪村和朝阳村。